# La Serenata (Leyster)
La Serenata es una pintura al óleo de 1629 de Judith Leyster en la colección del Rijksmuseum. Se atribuyó durante siglos a Frans Hals hasta que Wilhelm von Bode lo vio en la colección Six en 1883. Advirtió una "J" en la firma y se la atribuyó a Jan Hals. Este es uno de los siete cuadros que se atribuyeron por primera vez a Leyster por Hofstede de Groot diez años más tarde, en 1893.

## Procedencia
Originalmente en la colección del coleccionista de arte de Ámsterdam Pieter van Winter (1745-1807), la pintura entró en la colección Six a través del matrimonio de su hija con Hendrik Six van Hillegom. Frederik Christiaan Bierweiler realizó un grabado a media tinta de esta pintura  para Van Winter en 1803 y grabada con "F. Hals pinxit. . . FC Bierweiler fecit 1803 ".
Después de que fuera atribuido a Leyster, el Rijksmuseum compró las pinturas de los seis herederos de Jhr. PH Six van Vromade junto con otras 38 pinturas con el apoyo de Vereniging Rembrandt en 1908. El cuadro está firmado y fechado "1629 / J *". 
Según Hofrichter, la escena muestra a un instrumentista de laúd en el " estilo Honthorst " con la luz indirecta de una vela desde abajo. El músico está mirando hacia arriba y hacia la izquierda en otra pose característica de Leyster. 

## Exposiciones
- Satira y entretenimiento. El género de Frans Hals y sus contemporáneos, 1610-1635, Museo Frans Hals, Haarlem, 20 de septiembre de 2003 al 4 de enero de 2004, ISBN 90-400-8855-1
- Judith Leyster, 1609-1660, Galería Nacional de Arte, Washington D. C., del 21 de junio al 29 de noviembre de 2009, OCLC 526629623.
- Judith leyster La primera mujer en convertirse en una maestra pintora. Museo Frans Hals, Haarlem, del 19 de diciembre de 2009 al 9 de mayo de 2010. ISBN 9789490198039.
- La edad de oro de la pintura holandesa. Obras maestras del Rijksmuseum Amsterdam, Museo de Arte Islámico, Doha, 11 de marzo-6 de junio de 2011.